# Bohuš Lauda
Bohuš Lauda (* 31. května 1883, Jistebnice – ? říjen 1918, Sambor, Halič) byl český sochař.

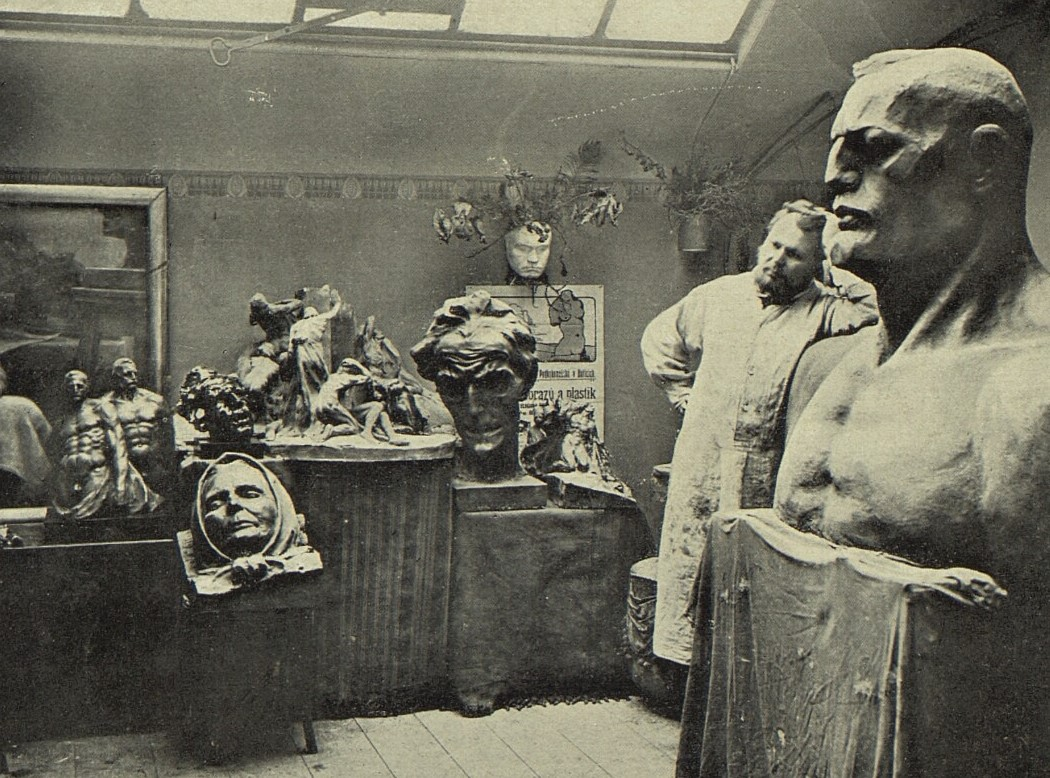
Bohuš Lauda v atelieru (foto Český svět 1912)

## Život
Narodil se v rodině jistebnického koželuha Augustina Laudy a jeho manželky Antonie, rozené Honsové.
Vystudoval kamenickou školu v Hořicích. V roce 1909 se zúčastnil výstavy Divokých v Topičově salonu v Praze.
Za první světové války dělal hrobaře na vojenských hřbitovech. Zemřel na španělskou chřipku. Malíř a ilustrátor Richard Lauda byl jeho starší bratr.